# وسام وهيب
وسام وهيب يعقوب، لاعب كرة قدم مرمى سعودي ، يلعب في النادي العربي.
كانت بداياته مع نادي حطين و لعب مع أندية الشباب ونجران والقادسية ونادي الكوكب ونادي حطين .

## روابط خارجية
- وسام وهيب على موقع Soccerway.com (الإنجليزية)
- وسام وهيب على موقع كووورة